# William och Mary
William och Mary (engelska: William and Mary) är en brittisk dramakomedi som producerades av Meridian Television och sändes i tre säsonger på ITV mellan 2003 och 2005.
Serien hade svensk premiär på SVT i juli 2005.

## Handling
Begravningsentreprenören William och barnmorskan Mary finner varandra, trots att deras respektive yrken hanterar varsin ände av livet.

## Rollista i urval
- Martin Clunes - William Shawcross
- Julie Graham - Mary Gilcrest
- Cheryl Campbell - Molly Gilcrest
- Michael Begley - Rick Straud
- Dominick Baron - Terence Gilcrest
- Georgina Terry - Julia Shawcross
- Paterson Joseph - Reuben